# 幾内亞狒狒

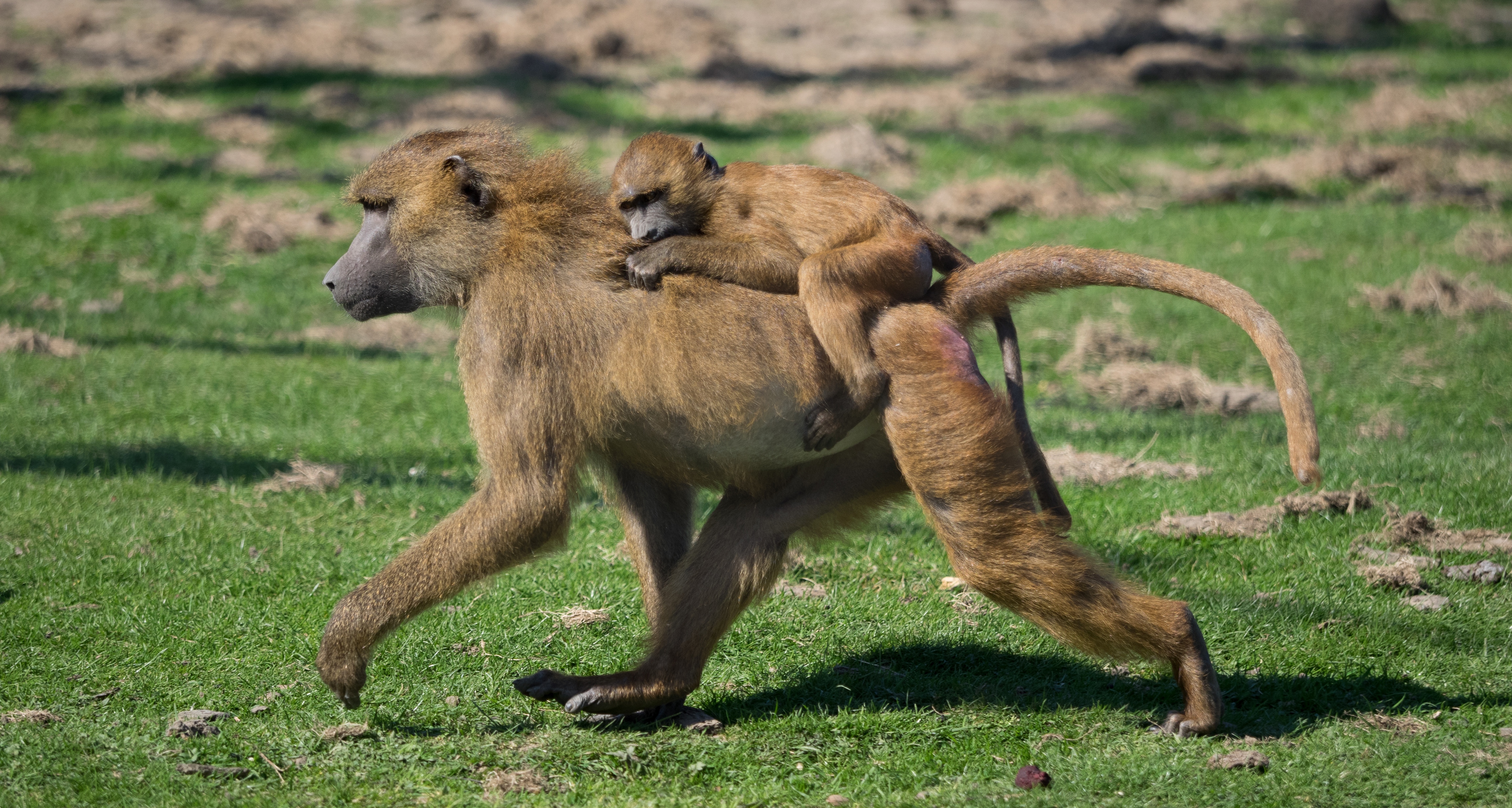

幾內亞狒狒（學名：Papio papio），在狒狒屬中是體型較小的物種，體重13~26公斤，50.8~114.3公分長。棲於蘇丹的熱帶稀樹草原和幾內亞熱帶草原的邊緣地帶靠近森林之地區。在該地的植物數量包括落葉林和竹林（占全部的42%），以及由草本植物覆蓋的地面和其他地區。一般白天為地棲性，擅長於攀爬於岩壁之間或樹上。主要以小群至大群為生活型態，屬於雜食性，但偏好植物的根部、球莖和果實。為父系社會，以最強壯有力的優勢雄性為核心，作為領導。以樹葉，果實、根莖、樹皮、樹汁、蝗蟲、白蟻、螞蟻、蠍子、爬行動物、鳥蛋、鳥類、野兔和穀物種子為食。